# Solihull Moors Football Club
Il Solihull Moors Football Club è una squadra di calcio inglese semi professionista, militante in National League.

## Storia
Il club nasce nel 2007 dalla fusione del Moor Green e del Solihull Borough.
Dopo aver vinto la National League North (sesta divisione) nella stagione 2015-2016 (nella quale ha vinto anche una Birmingham Senior Cup), dalla stagione 2016-2017 milita in National League, campionato nel quale nella stagione 2018-2019 ha conquistato un secondo posto in classifica. Sempre nella medesima categoria conquista poi un terzo posto nel campionato 2021-2022.
Nella stagione 2023-2024 raggiunge la prima finale di FA Trophy della sua storia, perdendola ai calci di rigore contro il Gateshead.

## Palmarès

### Competizioni nazionali
- National League North: 1

2015-2016

### Competizioni regionali
- Birmingham Senior Cup: 1

2015-2016

## Statistiche e record
- Miglior piazzamento in FA Cup:

Secondo turno: 2016-2017, 2018-2019, 2019-2020
- Miglior piazzamento in FA Trophy:

Finalista: 2023-2024